# Universitas Katolik Indonesia Atma Jaya
Universitas Katolik Indonesia Atma Jaya – założona w 1960 roku, katolicka, prywatna uczelnia wyższa w Dżakarcie. Kampus główny uczelni (Kampus Semanggi) znajduje się w dzielnicy Dżakarta Centralna (Jakarta Pusat).